# Anís Lounifi
Anís Lounifi (Anís al-Wanífí) (* 7. ledna 1978) je bývalý tuniský zápasník–judista.

## Sportovní kariéra
Připravoval se v Tunisu v klubu dopravní Policie pod vedením Madžída Senoussiho. Na mezinárodní scéně se objevoval od roku 1999. V roce 2000 se kvalifikoval na olympijské hry v Sydney v pololehké váze do 66 kg, kde nepřešel přes úvodní kolo. V roce 2001 dokázal za udržení fyzické síly shodit váhu do superlehké váhové kategorie do 60 kg a stal se prvním africkým mistrem světa v judu. S příbývající lety však váhu shazoval obtížněji a na olympijských hrách v Athénách v roce 2004 vypadl ve druhém kole s Rusem Jevgenijem Staněvem. V pololehké váze do 66 kg nebyl tak úspěšný a v roce 2007 ukončil sportovní kariéru. Věnuje se trenérské práci.

### Výsledky
| Turnaj             | 1999                        | 2000                        | 2001                        | 2002                        | 2003                        | 2004                        | 2005                        |                             |                             |
| Turnaj             | 21                          | 22                          | 23                          | 24                          | 25                          | 26                          | 27                          |                             |                             |
| Turnaj             | superlehká / pololehká váha | superlehká / pololehká váha | superlehká / pololehká váha | superlehká / pololehká váha | superlehká / pololehká váha | superlehká / pololehká váha | superlehká / pololehká váha | superlehká / pololehká váha | superlehká / pololehká váha |
| ------------------ | --------------------------- | --------------------------- | --------------------------- | --------------------------- | --------------------------- | --------------------------- | --------------------------- | --------------------------- | --------------------------- |
| Olympijské hry     |                             | úč.                         |                             |                             |                             | úč.                         |                             |                             |                             |
| Mistrovství světa  | úč.                         |                             | 1.                          |                             | 3.                          |                             | —                           |                             |                             |
| Africké hry        | 2.                          |                             |                             |                             | ?                           |                             |                             |                             |                             |
| Mistrovství Afriky |                             | 1.                          | ?                           | 1.                          |                             | 3.                          | 3.                          |                             |                             |